# Blanc lunaire
Pour les articles homonymes, voir Blanc (homonymie).

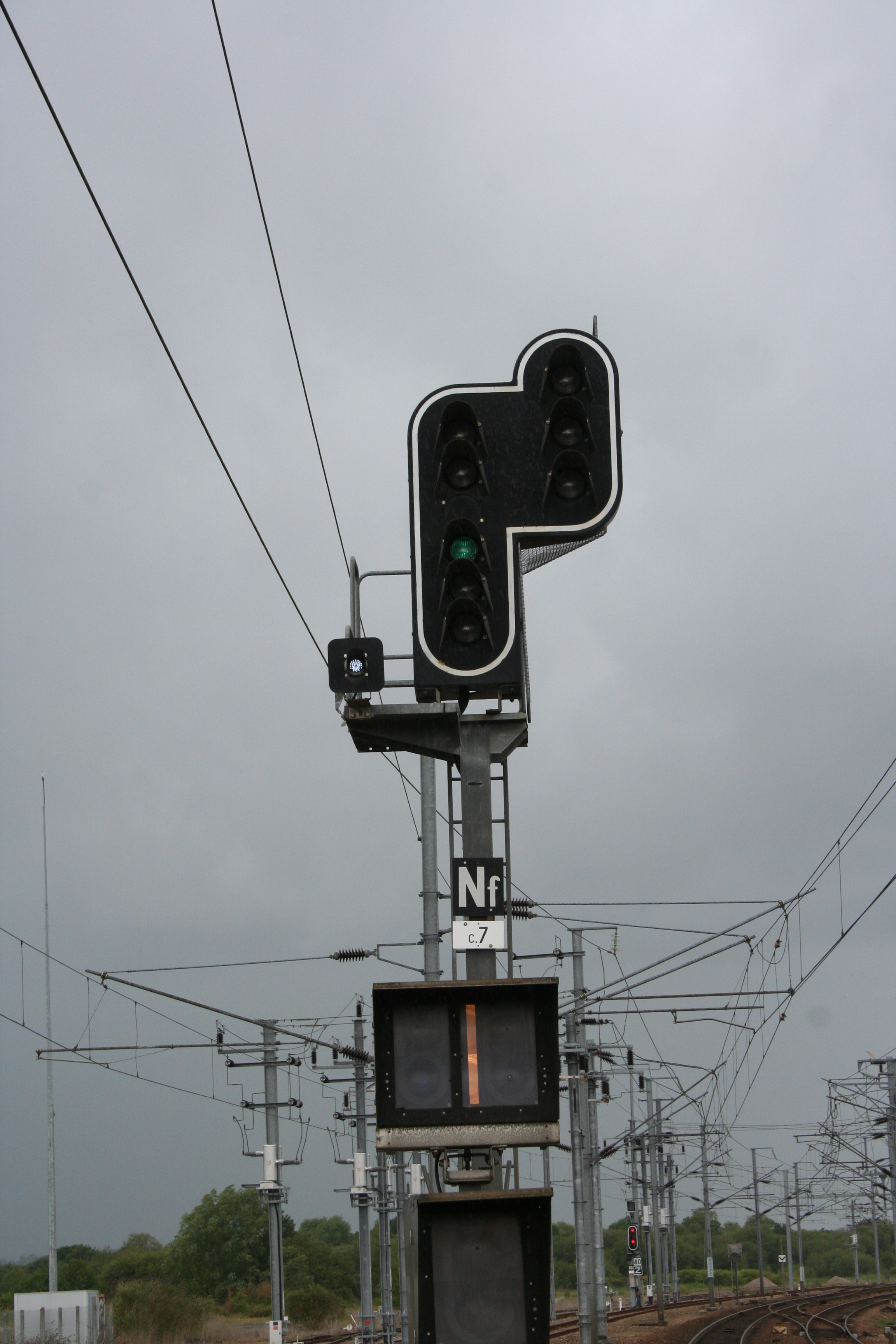
France. Le feu inférieur à gauche est blanc lunaire.

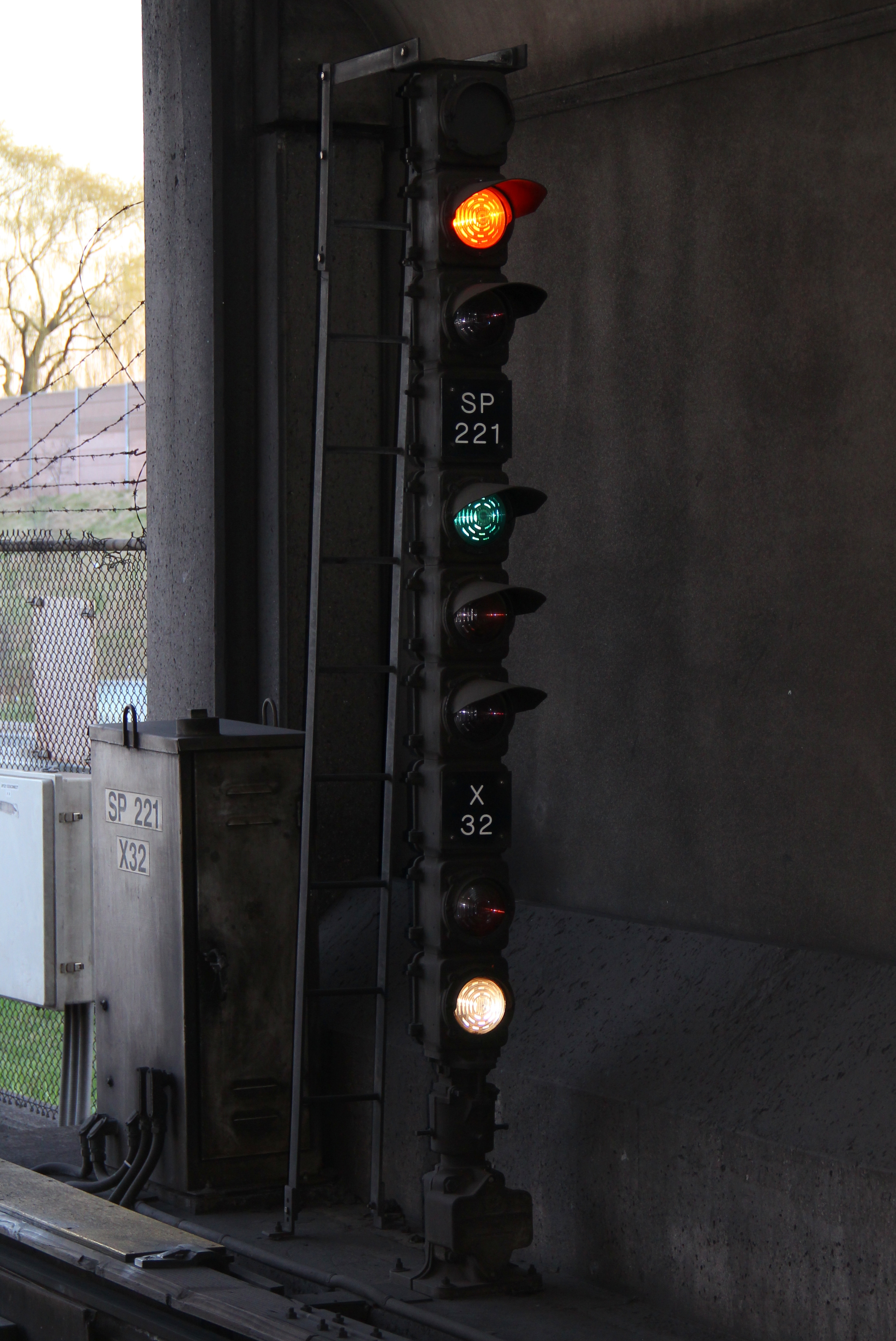
Amérique du Nord. Le feu inférieur est blanc lunaire.

Le blanc lunaire est une couleur normalisée de feux de signalisation ferroviaire, un nom de couleur qui désigne une teinte blanche ou blanc cassé vaguement froide ou bleuâtre, et une métaphore banale de l'écriture littéraire.

## Signalisation
Le blanc lunaire est une couleur normalisée de feux de signalisation ferroviaire, produite avec un filtre répondant à des spécifications colorimétriques relativement précises, mais dont la couleur dépend de l'illuminant : « Le spectre du feu “blanc lunaire” contient à peu près tout le bleu et le vert, environ 10 % du jaune, de l'orangé et une assez grande proportion de rouge. Vus à la lumière du jour, ces feux semblent légèrement bleutés et une flamme jaune de kérosène placée derrière un verre “blanc lunaire” apparait absolument blanche. »
La couleur perçue dépend aussi beaucoup de l'éclairage ambiant. Les feux blanc lunaire, toujours d'un faible éclat afin de ne pas être éblouissants, ont un sens d'autorisation faible. Ils ne permettent que la marche à vue, ou indiquent qu'un signal lumineux automatique est correctement alimenté en électricité. Dans les textes réglementaires, l'expression blanc lunaire les différencie des feux destinés à l'éclairage ou des signaux tenus à la main, dépourvus de filtre bleuâtre.
Le feu blanc lunaire clignotant lent est en usage, en Suisse et en Belgique, aux passages à niveau, pour autoriser le passage des véhicules routiers.
Le « lunar white » est aujourd'hui défini par des paramètres colorimétriques en Amérique du Nord par l’Association des Chemins de fer Américains (AREMA) comme une couleur proche, sur le diagramme de chromaticité, de la courbe du corps noir avec une température de couleur entre 3 000 et 6 000 K.

## Nom de couleur
Blanc lunaire est aussi un nom de couleur qui désigne, selon les cas, une teinte blanche ou blanc cassé, parfois vaguement froide ou bleuâtre. On en trouve l'usage pour des peintures, notamment d'automobiles, des chaussures, des ordinateurs portables, et autres marchandises d'origine industrielle.
La nuance bleutée se ressent comme plus blanche qu'un blanc parfaitement neutre en raison du phénomène d'azurage. Des agents azurants peuvent y être ajoutés.
Le nom de couleur de peinture blanc lunaire peut aussi désigner une peinture métallisée, c'est-à-dire contenant une certaine quantité de pigments d'aluminium qui lui donne un caractère de brillant particulier, ou bien nacrée, c'est-à-dire contenant des pigments irisants.
On trouve aussi un gris lunaire gris lunaire un peu chaud.

## Associations symboliques
L'association d'une teinte bleutée à l'adjectif lunaire rappelle la couleur apparente de la lune, qui semble, en raison de l'adaptation visuelle, bleuâtre quand elle est observée depuis un local où l'éclairage est artificiel ; il rappelle aussi l'effet Purkinje, qui, dans les faibles luminosités où les couleurs sont à peine perceptibles, les décale vers le bleu (vision mésopique) ; ou bien signifie « tellement blanc qu'il suffit d'un rayon de lune pour le voir ».
Dans la littérature romane de la Renaissance, on peut opposer le blanc solaire « bianco, candido », associé symboliquement à l'éclat, la pureté, la perfection, et le blanc lunaire « pallido », associé à l'absence et au deuil. Cette opposition ne se rapporte pas à une perception visuelle, mais à l'ambiguïté du réseau d'associations mentales qui s'y attachent, notée aussi pour d'autres couleurs. Les alchimistes, pour leur part, font du blanc en général une couleur lunaire qui s'oppose au rouge doré du soleil. Ces associations n'ont plus guère cours à partir du XIXe siècle.
L'expression blanc lunaire, pour caractériser une couleur, devient ensuite une métaphore banale de l'écriture littéraire, attestée en 1887, qui désigne une teinte blafarde, souvent vaguement anormale, synonyme d'une « blancheur de craie » ou « de cachet d'aspirine ». Blanc lunaire peut être modifié par spectral, sinistre. Il n'y a pas, dans l'usage littéraire, d'allusion à une couleur bleutée. « Le blanc lunaire du foutre brillait comme de la salive sur les babines d’un convive enfin rassasié. »